# Marcel-Frédéric Lubin-Lebrère
Pour les articles homonymes, voir Lubin.
Marcel-Frédéric Lubin-Lebrère (surnommé Monsieur le Maire, car il était employé municipal) est un joueur de rugby à XV, né le 21 juillet 1891 à Agen, mort le 7 juillet 1972 à Toulouse, pilier ou seconde ligne du Stade toulousain.
Excellent escrimeur avant-guerre, il fut éborgné dans la Somme durant la Grande Guerre, après avoir reçu quatorze balles dans le corps ce qui ne l'empêcha pas d'effectuer une brillante carrière toulousaine. Personnage truculent, il sera même arrêté à Dublin en 1920 juste avant la 1re victoire française extérieure dans le tournoi des 5 nations, pour avoir osé entonner La Marseillaise et autres chants révolutionnaires, dans un pub en compagnie de supporters indépendantistes irlandais sympathisants républicains et des internationaux français Jean Sébédio et Théophile Cambre. 
(remarque : la chanson de La toulousaine sera, elle, l'hymne des supporters du club dans les années 1920)
En septembre 1927 il devient l'entraîneur du Stade toulousain.

## Palmarès
- Vice-champion olympique en 1924
- 14 fois sélectionné en équipe de France, de 1914 à 1925 (2 essais ; seul borgne sélectionné avec Robert Thierry, qui joua à ses côtés sous le maillot français 3 matchs du tournoi 1920, ainsi que le test-match du 7 octobre de la même année à Paris face aux américains californiens fraichement champions olympiques.)
- 2e de l'édition 1921 du tournoi des 5 Nations
- 1er vainqueur d'un match international hors de France, en Irlande en 1920
- Champion de France en 1922, 1923 et 1924

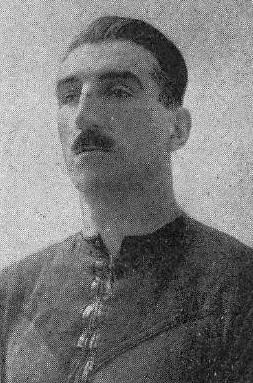
Marcel-Frédéric Lubin-Lebrère en 1921.

- Vice-champion de France en 1921